# 꾸러기 수비대의 등장인물 목록
다음은 꾸러기 수비대의 등장인물 목록이다.
성우진은 일본판, KBS 더빙판, 투니버스 더빙판 순서

## 에토레인저
바쿠마루(똘기)(일본어: バク丸)
똘기는 꾸러기 수비대의 등장인물으로 꾸러기 수비대의 리더이다. 쥐의 정령. 원판 이름은 바쿠마루(バク丸).
성우 - 사카모토 치카 / 이연승(KBS) / 최덕희(투니버스)
성별은 남. 쥐의 정령. 체색은 회색, 머리는 갈색, 눈동자는 푸른색. 일본판 풀 네임은 「爆裂丸」. 일본판 일인칭은 「オレ」(보기 드물게 「ボク」나 「オレ様」이라고 하기도 한다). 광선검과 현마경을 가지고 있다. 생쥐이기 때문에 고양이공포증이 심했으나 "환상의 방"에서 호치와 수련을 하고 난 뒤는 그를 극복해내어 진정한 대장으로 거듭난다. 현마경으로 알바트로스, 동료들을 부르는 호출 능력과 함께 블랙 전사의 원형을 비춰주는 역할과 광선검으로 필살기 바람개비검법으로 적을 물리치는 활약을 많이 선보였다. 새초미와 함께 있으면 얼굴이 빨개지며 똘기 역시 새초미를 짝사랑하는 것 같다.
호루스(떵이)(일본어: ホルス)
떵이는 꾸러기 수비대의 등장인물으로 소의 정령. 원판 이름은 호루스(ホルス).
성우 - 모리카와 토시유키 / 강구한(KBS) / 최준영(투니버스)
남. 소의 정령. 체색은 갈색, 두발과 눈동자는 흑색. 일본에서의 일인칭은 「ボク」. 한국판에서는 말끝마다 '~ㅇ무'을 붙인다.
꾸러기 수비대 대원들 중에서 힘에 제일 세며, 붉은 색을 보면 황소처럼 흥분하여 돌격한다. 백설공주나 파랑새의 세계에서는 여성의 모습으로 등장한다. 후반에는 사천왕 3호의 길동무에 의해서 드라고와 함께 사망했다.
가오(호치)(일본어: ガオウ)
호치는 꾸러기 수비대의 등장인물으로, 호랑이의 정령. 원판 이름은 가오(ガオウ).
성우 - 호시노 미츠아키 / 유해무
남. 호랑이의 정령. 체색과 두발은 황색, 눈동자는 푸른색. 일본에서의 일인칭은 「オレ」.
호랑이처럼 듬직하고 좋은 친구. "호치호치!!!!!"라고 외치며, 선글라스를 쓰면 파워업하여 거대한 호랑이로 변한다. 어렸을 때부터 해라였던 쿠키랑 소꿉친구. 어느날 갑자기 행방불명이 된 쿠키를 찾으면서 언제나 걱정하고 생각을 많이 한다. 똘기의 고양이 공포증을 극복하게 훈련시켜준 장본인. 후반에는 해라의 함정으로 키키와 함께 용암에 빠져 사망하였다.
크림(새초미)(일본어: クリーム)
새초미는 꾸러기 수비대의 히로인으로, 토끼의 정령. 원판 이름은 크림(クリーム).
성우 - 히카미 쿄코 / 이현선 / 이지영
여. 토끼의 정령. 체색은 흰색, 머리색은 밝은 회색(새하얗게 보이지만, 실제로는 약간 색이 들어 있다), 눈동자는 빨간색이다. 귀여운 외모를 가지고 있으며 누구와도 잘 어울리는 명랑하고 활발한 여자 아이. 당근 요술봉을 휘드르면 바니걸로 변신할 수가 있다. 다만 특수 능력이 부가되는 것은 아니며 복장만 바뀐다. 주문은 「새콤달콤 새초미 얍~」(한국),「래빗 캐럿 프리티체~인지!」(일본). 자신이 변신하는 것뿐만 아니라 곁에 있는 멤버에게 의상을 입힐 수도 있다. 큰 귀는 아무리 멀어도 들린다. 당근밭을 모티프로 한 집에 살고 있다. 똘기에게 호감이 있고 똘기를 짝사랑하는 것 같다. 똘기가 이솝 우화 '쥐의 사위 찾기'에피소드에서 여자 생쥐에게 질투가 나서 똘기를 당황하게 만들었고, 똘기가 다른 데에 관심을 두면 매우 불안해 하기도 한다. 일본에서의 일인칭은 「あたし」.
드라고(일본어: ドラゴ)
드라고(ドラゴ)는 꾸러기 수비대의 등장인물으로 용의 정령.
성우 - 야마노이 진 / 故 박상일(KBS) / 이인성(투니버스)
성별은 남. 용의 정령. 체색은 초록, 두발은 금발, 눈동자는 검은색. 일본에서의 일인칭은 「わたし」. 무기는 여의주. 여의주를 땅으로 집어던지면 거대한 용으로 변신하여 입에서 불을 뿜고 날씨를 조종하여 적을 공격한다. 항상 구름을 타고 다니며 성격은 침착하면서 친구를 생각하는 따뜻한 성격. 후반에는 떵이를 구하려다가 함께 사망했다.
뇨로리(요롱이)(일본어: ニョロリ
요롱이는 꾸러기 수비대의 등장인물으로 뱀의 정령. 원판 이름은 뇨로리(ニョロリ).
성우 - 故 나야 로쿠로 / 故 김일
남. 뱀의 정령. 일본판의 일인칭은 「ボク」. 전투능력은 약하지만 주로 머리를 쓰는 역할. 말끝마다 "~요롱"하는 독특한 말버릇이 있다. 책을 끼고 다니고 안경을 쓰고 있는 학자 스타일. 발명이 취미이지만 언제나 실패를 거듭한다. 달변가여서 쉴새없이 떠들어댄다. 특히 하늘을 나는 것에 매우 관심이 있어서 피터팬 동화나라에서는 더더욱 신나게 떠들어대다가 피터팬에게 무참히 무시당하기도 하였다. 이 때 사령 몬스터(팅커벨)의 약점을 찾아내는 활약을 벌이기도 했다. '아기염소와 엄마염소' 동화나라에서는 엄마돼지(실제로는 엄마염소)와 함께 컴퓨터를 통한 분석 및 조작을 통해 사령 몬스터를 물리칠 계획을 세우는 세심함을 보였다. 후반에는 헤라에게 까불다가 마초, 미미가 사망하기 전 해라의 공격을 받고 사망한다.
파카랏치(마초)(일본어: パカラッチ)
마초는 꾸러기 수비대의 등장인물으로, 말의 정령. 원판 이름은 파카랏치(パカラッチ).
성우 - 나가사코 타카시 / 故 장정진 / 손원일
남. 말의 정령. 체색과 두발은 갈색, 눈동자는 푸른색. 말 발굽 모양의 부메랑을 무기로 한다. .「청춘이 날 부른다!'」가 말버릇. 정열적인 캐릭터로 어떤 일에도 청춘을 묶어 생각하고 말하며, 노벨월드의 인물에게도 영향을 준 적도 있다. 특히 문학작품인 소설 '백경' 이야기나라에서는 에이호브 선장을 너무나 동경한 나머지 에이호브 선장의 말이 끝날 때마다 "아름다운 청춘~"을 연발하면서 감격의 눈물을 연신 쏟아내는 주책스러운 면을 보였다. 냔마의 함정에 빠져서 헤라에게 당하려는 순간 우린과 미미를 지키며 살아남은 우린에게 울지말라는 조언을 남기며 미미와 같이 사망.(요롱이는 이전에 죽었다.) 미미를 좋아하는 듯 미미를 걱정하고 짝사랑하고 있다. 마지막화에서는 미미에게 고백하려고 했지만 결국 실패. 일본에서의 일인칭은 「ボク」.
스후레(미미)(일본어: スフレ)
미미는 꾸러기 수비대의 히로인으로, 양의 정령. 원판 이름은 스후레(スフレ).
성우 - 미야무라 유코 / 김옥경 / 양정화
성별은 여. 양의 정령. 체색은 피부색, 두발은 핑크색, 눈동자는 초록색. 매직컬 컴팩트로 물건이나 사람의 위치를 확인할 수 있다. 또 운세도 점칠 수 있다. 저혈압이므로 아침에 약하다. 일본판 기준으로 「~ですわ~」나 「~ますわ」같은 아가씨 어조로 이야기 하지만, 때때로 독설적인 면도 있다. 일본판 일인칭은 「わたくし」. 제24화에서는 꾸러기 수비대로서 도움이 되지 않는다는 고민을 하고 있었다. 아주 상냥한 성격의 소녀로 아주 얌전하면서 순수하다. 누구에게나 친절한 성격으로 대원들 모두를 걱정하고 인어공주를 가엾게 여기고 신데렐라의 이야기에서 진짜로 신데렐라가 되기도 하였다. 후반에는 요롱이, 마초와 함께 사망하였다.
쿠(몽치)(일본어: モンク)
몽치는 꾸러기 수비대의 등장인물으로, 원숭이의 정령. 원판 이름은 몽쿠(モンク).
성우 - 카메이 요시코 / 박영남 / 이현진
성별은 남. 원숭이의 정령. 체색과 두발은 적갈색, 눈동자는 갈색. 도리천에 대항하다 장렬하게 전사한 대성의 먼 후손으로,「음성 변조 마이크」를 사용해 타인의 목소리를 흉내내는 것이 특기. 불평하는 버릇이 있어, 오로라 공주에 대해서도 짓궂고 독설인 어조로 얘기하는 버릇이 있다. 견원지간답게 강다리와는 겉으로 티격태격하지만 은근히 신경쓰는 모습이다. 덧붙여서 수비대 일행의 꼬리는 후두부로부터 나 있지만, 몽쿠와 키키, 드라고의 꼬리는 엉덩이로부터 나 있다. 서유기 에피소드에서 주인공인 손오공으로 등장. 포치로의 여의봉, 드라고의 구름을 빌리고 손오공처럼 멋지게 블랙전사를 쓰러뜨리는 최고의 활약을 선보였다. 일본판에서의 일인칭은 「ボク」또는 オレ. 후반에는 포치로가 죽은 것에 분노하여 강다리의 여의봉을 들고 해라에게 맞서지만 결국 사망하였다.
보기 드물게, 자신이 가고 싶었던 노벨 월드에 갈 수 없었던 것으로 쇼크를 받거나, 가고 싶지 않은 노벨 월드에 갈 수 있었던 것에는 불평을 한다( 제8화, 제12화, 제19화 등). 원숭이의 정령인 만큼, 나무 타기가 자신있고 바나나를 좋아한다.
타루토(키키)(일본어: タルト)
키키는 꾸러기 수비대의 히로인으로, 닭의 정령. 원판 이름은 타루토(タルト).
성우 - 카와무라 마리아 / 송도영 / 성유진
성별은 여. 닭의 정령. 체색은 흰색, 두발은 빨강과 오렌지색의 단발으로 되어있고, 눈동자는 푸른색. 속눈썹의 개수는 크림은 한 개, 미미는 4개, 타루토는 3개이다. 기계로 만든 병아리 초초를 지니고 있다. 초초의 힘으로 인간체로 변신할 수가 있다. 동료에게 연락을 할 수 있지만 초초는 덜렁이이다. 여성 리더 캐릭터형으로 크림이 그 늠름함에 동경했던 적이 있다. 강한 여자로 화내면 무섭고, 공격적인 기질의 소유자로 난폭한 면도 있어, 몽치나 똘기에게 강렬한 펀치를 날릴 정도이다. 싸움 속에서 호치에 매료되어서 그가 쿠키에 대한 생각을 알면서도 그를 지지하려고 했다. 일본에서의 인칭은 「あたい」. 후반에는 호치를 구하려다 함께 용암에 빠져 사망하였다.
인간체의 모습은 장신에 미인에 성숙한 외관으로 부리 대신에 노란 립스틱이 붙어 있다.
포치로(강다리)(일본어: ポチ郎)
강다리는 꾸러기 수비대의 등장인물으로, 개의 정령. 원판 이름은 포치로(ポチ郎).
성우 - 모리카와 토시유키 / 한호웅 / 이재용
성별은 남. 개의 정령. 체색과 두발은 갈색, 눈동자는 흑색. 한국에서의 이름은 강아지에서 온 듯 하며, 일본에서의 풀 네임은 「사사키 포치로(사사키 코지로의 패러디)」. 뼈다귀 여의봉을 사용한 공격이 특기이며 여의봉에는 전류를 흘릴 수 있다. 과자나 머스크멜론 같은 단 것을 아주 좋아하고 먹보이다. 가끔 옷 안에 많은 과자를 숨겨 가지고 있기도 한다. 일본의 에도시대(로 되어 버린 노벨 월드)에 와서 꼬리를 치며 기뻐하고 있는 등 사무라이처럼 행동하는 경우도 있었다.(한국에서는 이 에피소드가 방영되지 않았다.) 제10화에서는 축구에 대한 경험이 없는 것이 확정되었다. 똘기처럼 침착성이 없는 성격이다. 원숭이인 몽치와 항상 견원지간처럼 다투지만 해라가 몽치를 공격하려고 하자 몽치 대신 공격을 맞고 여의봉을 건네주며 사망하였다.
최종화에서 호치를 향한 마음을 단념한 키키에게 손수건을 전한다. 일본판 한정으로「~ござる」등 닌자 어조로 이야기하는 것이 특징, 일인칭은 「拙者」.
우린(찡찡이)(일본어: ウリィ)
찡찡이는 꾸러기 수비대의 등장인물으로, 멧돼지의 정령.(일본에서는 십이지의 돼지가 멧돼지에 해당되기 때문에, 멧돼지의 모습을 하고 있다.) 원판 이름은 우린(ウリィ).
성우 - 소우미 요코 / 김은아 / 최문자
성별은 남. 체색은 갈색, 눈동자는 흑색. 에토레인저의 막내이며 울보이다. 큰 소리로 울기 시작하면 배에 있는 구슬에서 발사되는 초 필살기 찡찡 광선이 발사된다. 그 울음포로 사령 몬스터를 쓰러뜨리고 몽환을 침몰시킬 정도의 위력. 멤버(특히 키키)로부터 억지로 시달리는 일도 많이 있다. 다른 대원들은 머리가 나 있으나 우리이와 요롱이는 나지 않았다. 우린을 감싸고 사망한 마초와 약속으로 '무슨일이 있더라도 울지 말것.'을 지켜냈다. 일본에서의 일인칭은 「ボク」. 한국에서는 키키의 친동생이 되었다.

### 에토레인저의 동료
오라 공주(오로라 공주)(일본어: オーラ姫)
오로라 공주는 꾸러기 수비대의 등장인물으로, 원더 랜드의 통치자. 원판 이름은 오라 공주(オーラ姫).
성우 - 카와무라 마리아 / 김은아 / 이현진
무겐의 통치자. 무겐 내에서 유일하게 인간의 모습을 하고 있는 것 외, 신장이 제일 높다. 오오라 성에 살고 있으며 텔레파시등의 영파에 의한 특수 능력을 가지는 대신, 영력이 사라져 버리는 것을 막기 위해 대령신 고루로부터 오오라 성 밖에 나오는 것이 금지되었다. 일인칭은 「私」.
「한밤 중 12시에 자택에서 출발해 최초로 오오라 성에 도착한 12마리의 정령들을 「에토 레인저」로서 선택한다」라고 포고했지만, 결과적으로 에토 레인저 뿐만이 아니라, 사령왕 냔마도 탄생하게 되었다.
용모는 핑크와 흰색 드레스를 벌, 두발과 액에 많은 보석을 붙이고, 오른손에 금 새를 이미지 한 지팡이를 가진 미인으로, 에토 레인저에게서는 「오오라 공주님」이라고 불리고 있다.
키린더(알바트로스)(일본어: キリンダー)
알바트로스는 꾸러기 수비대의 등장인물으로 시간여행을 다니는 메카. 원판 이름은 키린다(キリンダー)
성우 - 나야 로쿠로 / 박상일 / 이인성
시공간전이 머신. 작전 회의실이나 휴게실등을 갖춘다. 또 사령몬스터를 정화시키는 빔(정화 포)을 갖추고 있다. 오사카 방언에 가까운 말을 이야기한다. 꽤 가벼운 성격을 하고 있는 것 같다. 일인칭은 「わて」.
키린더는 에토레인저 멤버를 노벨 월드에 보낼 수 있다. 이송되는 멤버는 투명한 구상 캡슐에 싸여 노벨 월드에 보내지지만, 도착하는 장소는 거의 예외없이 고공이며, 구상 캡슐의 소멸 직후에 멤버는 낙하한다. 보낼 수 있는 멤버는 3명~5명이지만, 한 번은 12명 전원을 갑자기 보냈던 적이 있었다(본인 가라사대 「한 번은 해 보고 싶었다」). 변형해서 인간형이 되는 일도 가능.
키린더는 바쿠마루가 왼손을 올리고, 「정령. 체색은 흰색, 두발은 빨강, 눈동자는 초록. 무겐의 신문기자로, 「무겐타임스」라는 신문을 발행하고 있었다. 그 직업 이유 무겐 내라면, 비밀인 가오우와 쇼콜라 사이를 시작해 누가 누구를 좋아하는가등이 섬세한 정보까지 알아 있거나 한다. 기린의 정령이기 위해, 무겐으로 제일 빠르게 달릴 수 있지만, 자신은 어디까지나 신문기자이다고 하여, 감히 에토 레인저 선출의 경쟁에는 참가하지 않았다.
12지 선출 경쟁 종료후, 모습이 이상했던 쇼콜라를 걱정해, 숲 속까지 그녀를 뒤쫓아 갔지만, 거기서 우연히 쇼콜라가 사령신 바기에 부추겨져 냔마가 되는 순간을 목격해 버린다. 그 후 냔마에 의해 발견되어, 그녀가 능력을 시험해 봄으로써 발한 공격으로 치명상을 받아 자력으로 오로라성까지 돌아갔지만 힘이 다해 사망한다. 그러나, 자신의 영혼을 도움이 될 수 있는 싶다고 하는 그의 구상을 받은 오오라공주의 손에 의해서, 키린더로서 다시 태어났다.
모든 것이 해결한 후, 원래의 리디아의 모습으로 돌아오지만, 신문에서 그의 기사가 에토레인저보다, 컸기 때문에, 바쿠마루·호루스·몽쿠에게 쫓겼다.
대령신 고루(빛의 신 코로나)(일본어: 大灵神ゴール)
성우 - 오오키 타미오 / 박상일
무겐의 창조신. 무겐의 통치를 오오라 공주에게 맡겼으며, 아울러 그녀에게 전지전능의 권능을 부여한 것도 바로 그이다. 일인칭은 「わたし」. 후반에서 오오라 공주에게 '남은 일은 내가 알아서 하겠다.'라고 오오라 공주를 안심 시키며 그동안 사망했던 9명을 살려냈다.
그가 왜 사신 바기의 존재 및, 전혀 멸망한 최초의 무겐을 소거하지 않고 해저에 방치해 있었는지는 수수께끼이다.
오른손에 지팡이를 가졌고 검은 로브를 입고 있지만, 역광이므로 얼굴은 모른다. 등에는 큰 날개가 난 키가 큰 남성이다(제38화).

### 냔마와 그 부하
냔마(해라)(일본어: ニャンマー)
성우 : 소우미 요코 / 송도영 / 최문자
노벨 월드와 무겐의 파괴를 꾀하는 사령왕. 체색은 회색, 두발은 빨강→물색, 눈동자는 황색. 일인칭은 「我」또는 「わたし」.
당시 분신인 사령사천왕을 따르게해 노벨 월드에 사령몬스터를 보낸다. 오오라 공주에 강한 미움과 분노를 안고 있어 「오오라 공주에 관계 어떤 자는 모두 말살한다」라고, 에토레인저의 생명도 노린다.
이야기 종반으로, 자신이 바기에 속고 있다고 하는 일을 똘기들이나 쥬켄으로부터 설득해지는 것도, 듣는 귀를 가지지 않았다. 하지만 최종적으로는 바기 본인으로부터도 「너에게 더 이상 용무는 없다」라고 해져 정말로 자신이 단지 이용당했다는 것을 눈치채, 무기력하게 된다. 하지만, 한 때의 동료인 에토레인저들의 우정에 접해 개심해, 고향인 무겐과 오오라공주를 생각해, 운다.
최후는, 에토 레인저와 함께 바기를 쓰러뜨려, 무겐에 귀환했다.
참고로 '헤라'로 착각하는 사람들이 있는데, '해라'가 국내 이름 맞다.
쇼콜라(쿠키)(일본어: ショコラ)
성우 : 소우미 요코 / 송도영
고양이 정령 소녀. 행방불명이 된 가오의 연인. 체색은 회색, 두발은 빨강, 눈동자는 황색. 일인칭은 「あたし」또는 「쇼콜라」.
위에 냔마와 동일인물이며 오오라 공주의 선언에 의해 오오라 성을 지키는 12지를 목표로 하지만, 시합 전에 나타난 오오라 공주의 환영(바기에 의한 가짜)에 속아 넘어가 규정을 깨고 빨리 출발한다. 결국 맨 먼저에 오오라 성에 도착했지만 에토레인저로 선택되지 않고, 아까 마주쳤던 오오라 공주의 환영에 대해 이야기하지만 진짜 오오라 공주는 제대로 들어주지 않았고, 오오라 공주에 대한 불신이 더해져 그대로 바기에 속아버려 결국 냔마로 다시 태어난다.
모든 것이 해결된 후, 자신이 범한 죄의 무게를 받아 들여, 「자신을 용서 할 수 있는 날까지 여행을 떠난다」라고 말하며 몽환을 떠났다.
덧붙여서 쇼콜라의 꼬리는 엉덩이로부터 나 있지만, 냔마가 되고, 꼬리는 후두부로 옮기고 있다.
백의 고우센(사천왕 1호(KBS), 쟈칼(투니버스))(일본어: 白の號茜)
성우 : 호시노 미츠아키 / 유해무
사령사천왕 중 한 명. 남성. 체색은 흰색, 눈동자는 초록. 두발은 없지만, 번개와 같은 모양이 액에 있다. 모티브는 백호. 일인칭은 「オレ」.
장화 신은 고양이 에피소드에서 임금님역으로 나왔고, 겐엔과 같이 등장. 몸으로부터 전기를 내뿜거나 백호와 같은 거대한 흰호랑이로 변신할 수 있다. 처음에는 키린더의 정화 포를 받아도 효과가 없고, 겐엔와 같이 키린더를 공격했다. 나중에 재 대결을 해서 고양이 공포증을 극복한 바쿠마루에 의해서 치명상을 입게한 후, 결국 에메랄드를 찾아서 강력해진 키런더의 정화포 공격을 받고 소멸했다. 사령 사천왕 중 등장 3회 만에 별 활약없이 최후를 맞이 하는 불쌍한 캐릭터.
적의 쥬켄(사천왕 2호(KBS), 슈라(투니버스))(일본어: 赤の珠献)
성우 : 히카미 쿄코 / 이현선 / 양정화
사령사천왕 중 한 명으로, 약간 모습이 쇼콜라와 닮은 소녀 모습을 하고 있다. 체색은 오렌지 브라운(새빨갛게 보이지만, 실제로는 빨강과는 미묘하게 차이가 난다). 눈동자는 황색. 모티브는 주작. 일인칭은 「わたし」또는 「あたい」.
동료에 대한 걸 모르는 냉혹한 성격으로 냔마의 분신인 사령 사천왕 중에서 유일하게 냔마가 쇼콜라였을 무렵의 마음을 계승하고 있다. 첫등장은 파랑새 에피소드. 쇼콜라 무렵의 기억이 있어, 가오로부터도 「쇼콜라와 같은 냄새가 난다」라고 말해졌다. 처음은 에토레인저를 쓰러뜨리는 목적으로, 노벨 월드의 주민이 되어 끝내 함정에 걸치려고 하거나 공격을 하고 있었지만, 에토레인저와 접촉해 갈 때에 서서히 자신의 마음이 요동해서 가 진정한 「동료」란 무언가에 대해 고민한다.
에토레인저 대원들과 화해시키려고 오즈의 마법사 에피소드에 불렀으나 냔마가 대원들을 해치워서 분노, 대원들에게 사과를 한 뒤 자신의 힘으로 냔마를 쓰러뜨리려고 했지만, 반대로 쓰러져 냔마의 체내에 흡수되었지만, 체내로부터 냔마를 설득해, 개과천선 시키려고 했다. 최후는, 사령사천왕 중에서 유일하게 쇼콜라의 영혼으로 돌아와 유언을 남기고 소멸한다. 유언은 「쇼콜라, 돌아가시는 군요, 오오라 공주님 곁으로...」(「해라, 돌아가시는 군요, 오로라 공주님한테...」
청의 로우란(사천왕 3호(KBS), 엘크(투니버스))(일본어:  青の瓏爛)
성우 : 나가사코 타카시 / 강구한 / 손원일
사령사천왕 중 한 명. 남성. 체색과 두발은 파랑, 눈동자는 청록. 모티브는 청룡. 일인칭은 「オレ」또는 「わたし」.
레이저 브레이드를 소지하고 있으며, 거기로부터 강력한 「다크 파이어」를 계속 내보낸다.
사령사천왕 중, 가장 강하며, 이 실력은 상관인 냔마도 못 이긴다.
최후는, 십이지 합체 광선을 받으면서도, 스스로를 다크 파이어로 태워 , 떵이와 드라고를 길동무를 삼고 사망했다.
흑의 겐엔(사천왕 4호(KBS), 칼리(투니버스))(일본어: 黒の玄燕)
성우 : 카메이 요시코 / 김옥경 / 이지영
사령사천왕 중 한 명. 여성. 체색은 흑과 그레이의 투톤 컬러, 두발은 흑과 오렌지의 투톤 컬러, 눈동자는 황색. 모티브는 현무. 일인칭은 「わたし」.
몸으로부터 붉은 불꽃을 내거나 블랙 키린더에 매달려 살아있는 에토레인저을 공격하는 등, 냉혹한 성격을 엿보게 한다.
거대한 늑대로봇으로 변신해 늑대와 일곱 마리 아기 염소 에피소드 첫등장해서 에토레인저들을 압세하나 귀환하라는 명령으로 혼자 멀쩡히 서있는 똘기에게 "잘 듣거라, 네 녀석 용기가 하도 기특해서 이번만은 목숨을 살려주겠다. 허나 다음엔 만나게 되면 그때는 마지막이라는 걸 명심해라 벌서 그날이 기다려지는 걸"이라며 말하고 사라진다. 사천왕 1호와 같이 장화 신은 고양이 에피소드 에서 주인공 역할로 또 다시 등장. 키린더의 정화 포를 피하고 키린더를 공격한다. 최후는, 냔마로부터 받은 블랙 키린더를 인간 모습으로 변화시켜 에토레인저를 쓰러트리려 했으나, 순간적 버그로 인해 힘을 쓰지못하고 이에 바쿠마루와 드라고의 공격에 의해서 치명상을 입은 후 키린더의 공격을 받아 소멸했다. 이에 쥬켄은 동료라는 것에 관심을 가지게 된다.
블랙 키린더(블랙 알바트로스)(일본어: ブラックキリンダー)
키린더와 대를 이루는 것처럼 나타난 수수께끼의 기체. 키린더와 같이 변형해 인간형이 될 수 있다.
키린더와는 달리, 말은 할 수 없다.
사령신 바기(대마왕 마라)(KBS), 검은마신 해커드(투니버스)(일본어: 妖魔神バギ)
성우 : 타니 이쿠코 / 김옥경 / 김태웅
이 이야기의 진정한 흑막이다. 오오라 공주의 환영으로 쇼콜라를 속여 사령왕 냔마로 만들어 무겐의 파괴를 기도했다. 몽환 파괴의 진정한 목적은 얼마 남지 않은 자신의 생명을 건, 소위 길동무였다. 일인칭은 「わたし」.
그 모습은 새빨갛게 빛나는 눈만으로, 본체는 보이지 않게 되어 있다.
최후는, 에토레인저와 개심한 냔마의 공격에 의해서, 블랙 키린더와 함께 소멸했다.

### 그외 기타 등장인물
★표는 사령몬스터(블랙전사).
복숭아 동자(1화), 마지막화에서 등장.
원래는 원래 시대복장이었으나 사령몬스터의 음모로 도깨비제트기가 나타나는 바람에 공상과학세계가 된다
국내판에서는 미방영이지만 마지막화에서는 나온다
술집 주인 코뿔소 마스터★(4화)
성우 : 나가사코 타카시/강구한(KBS)
술집에서 일하는 점원으로 토끼와 거북이를 못 봤다고 거짓말을 하지만 정체는 사령몬스터. 드라고의 활약으로 키린더의 정화포를 맞고 소멸.
타조(5화)
성우 : 타노 메구미/김옥경(KBS)
미운오리새끼 동화나라에서 백조의 알을 사령 몬스터가 타조알로 바꿔서 태어난 아이. 자기를 오리라 생각하고 있다. 같은 새인 타루토를 누나라고 부르고 타루토의 말을 잘 듣는다.
문어★(5화)
성우는 나가사코 타카시/유해무(KBS). 백조알을 바꿔버리고 호수에서 떵이와 찡찡이의 낚시를 도와주고 있었다. 하지만 그 정체는 사령몬스터. 파카라치의 활약으로 키린더의 정화포를 맞고 소멸.
삼장법사(6화)
성우 : 요코야마 치사/송도영(KBS)
서유기 에피소드에서 등장하며, 수녀가 되어있었다. 총을 사용하며, 총으로 금이빨의 바지를 벗겼다. 최종화에서도 재등장.
금이빨(6화)
성우 : 나야 로쿠로/강구한(KBS)
서유기 에피소드에서 등장해서 삼장법사와 총 결투를 하지만 삼장법사의 선공으로 바지가 벗겨졌다. 애완동물인 전갈(이쁜이)★를 키우고 있었지만, 그 전갈의 정체는 사령몬스터. 그 모습을 보고 금이빨은 도망쳐버린다. 몽쿠의 활약으로 키린더의 공격을 맞고 소멸.
빨간 모자(8화)
성우는 시라토리 유리/이현선(KBS). 원래는 겁이 많고 약하고 어린아이였는데 집사가 무술을 가르쳐줘서 전투력이 강해지고 성격까지 거칠어져 있었다. 이런 성격의 캐릭터가 그렇듯(?) 의외로 귀여운 것을 좋아하여 자신을 누나라고 부르는 찡찡이와 친해지게 된다. 최종화에서 에토레인저를 도와주러 등장.
늑대(8화)
성우 : 장정진(KBS)
처음에는 용감하고 집의 가축들을 잡아먹고 나쁜짓을 많이하고 다녔고, 빨간 모자를 잡아먹으려고 하다가 오히려 붙잡혀 갈비탕이 될 위기에 처하자 에토레인저의 도움으로 탈출한다.
집사★(8화)
성우 : 나가사코 타카시/유해무(KBS)
빨간 모자의 집사로 빨간 모자에게 무술을 가르쳐준 장본인. 늑대갈비찜보다 통돼지 바베큐를 더 좋아해 찡찡이를 먹으려 하지만 찡찡이의 울음포로 저택이 부서져 도망친다. 그러나 정체는 사령몬스터.
피노키오(10화)
성우 : 김옥경(KBS)
원래는 나무로 만들어졌고 거짓말을 싫어하고 정직하게 일하는 주인공이었으나, 사령몬스터가 온 몸을 황금으로 바꾸고 거짓말쟁이로 바꿔버렸다. 거짓말을 계속해서 코가 계속 늘어나고 그 코로 돈을 벌어서 부유한 생활을 하고 있었지만 멜과 에토레인저의 진심을 알고 그의 잘못을 깨닫는다.
할아버지(10화)
성우 : 박상일(KBS)
피노키오를 만든 장본인으로, 중병에 걸리고만다.
멜(10화)
성우 : 김은아 (EBS 성우)(KBS)
피노키오의 친구. 일을 안하고 놀기만 하는 피노키오를 걱정하고 있다.
귀뚜라미★(10화)
성우 : 유해무(KBS)
역시 원래는 거짓말을 싫어하고 정직한 귀뚜라미였지만 사령몬스터에 빙의돼서 피노키오를 황금으로 만들어버리고 거짓말을 시킨다. 몸이 딱딱하고 초음파를 주무기를 사용. 드라고의 천둥공격으로 초음파를 빨아들였고, 바쿠마루에게 날갯죽지를 공격당해 패배.
늑대(12화)
성우 : 히야마 노부유키/한호웅(KBS)
빨간 모자 에피소드에서 나왔던 늑대와는 달리 용감하고 아기 돼지들을 잡아먹기 위해서 거대로봇을 조종한다. 에토레인저와 아기 돼지들의 활약으로 쓰러뜨렸지만 늑대는 붙잡히나 부서진 로봇이 다시 재생하면서 에토레인저와 아기 돼지들을 노린다.
도마뱀★(16화)
성우 : 강구한(KBS)
쥐의 사위 삼기 에피소드에서 등장하며 채찍을 주특기이며 불쾌한 성격. 결승전에 크림을 인질로 붙잡아서 바쿠마루를 압도적으로 싸우지만, 사령몬스터 모습이 되었을 때 입에서 불을 뿜고 공격. 그러나 결국 바쿠마루에게 패배하면서, 키린더의 공격을 받고 소멸.
테츠코(타오미)★(18화)
성우 : 히카미 쿄코/이현선(KBS)
원래는 학이었지만 맘모스로 변해있었다. 사령몬스터에게 위험을 처한 할아버지를 구해준다.
장화신은 고양이★(20화)
성우 : 김은아(KBS)
궁전에서 바쿠마루를 구해준 고양이지만, 진짜 정체는 사천왕 4호.
국왕★(20화)
장화신은 고양이 에피소드에서 등장. 정체는 고우센.
인어공주(25화)
성우 : 유카나/김은아(KBS)
인어공주 배경이 미국으로 되어있었다. 인어공주는 영화배우를 꿈꾸고 있으며 스후레는 인어공주를 걱정하지만 바쿠마루에 의해 진실을 알게 되고 영화배우를 포기하고 바쿠마루에게 도움 청해서 사령몬스터를 찾게 만든다.
나무꾼(26화)
성우 : 니시무라 토모미치/강구한(KBS)
금도끼 은도끼 에피소드에서 등장. 투탕카멘의 모습이 되었고 파라오라는 웃음소리로 웃는다. 금도끼 은도끼 배경이 이집트로 되어있었고, 이 시대에서는 황금보다 나무를 귀하게 여겼으며, 볼링챔피언으로 지금까지 받았던 트로피들은 나무로 만들어진 트로피들이다.
샘의 요정(26화)
성우는 오오타니 이쿠에/이현선(KBS). 원작에서는 산신령 샘의 요정. 원작 에피소드처럼 정직하게 말한 바쿠마루에게 물에 빠졌던 멤버들을 나무로 바꾸어 주었다. 물속에서 빛과 함께 나타나자 바쿠마루와 뇨로리가 냔마로 착각한다.
에이허브 선장(27화)
성우 : 오오츠카 아키오/강구한(KBS)
백경 에피소드에서 나오는 파카라치가 존경하던 인물. 거대한 하얀고래 모비딕이 거대한 하얀두더지이고, 배경이 바다가 아니라 사막이다. 사령몬스터를 찾으러 온 에토레인저들을 허락도 없이 무임승차를 했다고 일을 시켰다. 선원들이 밖으로 나가자 꽃밖에 없었지만 사령몬스터를 해치운다. 최종화에서도 등장.
우라시마 타로★(36화)
성우 : 모리카와 토시유키/장정진(KBS)
몽환이 어둠으로 뒤 덮어서 주인공인 우라시마 타로도 사령몬스터가 된다.
어린이 소리어울림 중창단 용사
사실 모험의 나라로 찾아갈때 걸어다니는 디저트 티니핑들에게 밟혀서 압사당한다거나 물에 빠져서 녹아버리는등 은근 인간들의 입장으로 생각하면 무서운 묘사들이 넘쳐흘러 저승으로 가서 모험의 나라로 갔다.
아저씨
도롱대왕
도롱할아버지들
고양이
하마
버스손님
엄마
아이
불도저 아저씨